# Tony Revolori
Anthony Quiñonez (conocido como Tony Revolori: Anaheim, California, 28 de abril de 1996) es un actor estadounidense, principalmente conocido por interpretar el papel de Zero Moustafa en El Gran Hotel Budapest
Fue conocido al interpretar a Flash Thompson en las películas del Universo cinematográfico de Marvel, Spider-Man: Homecoming (2017) en la graduación de la escuela, Spider-Man: lejos de casa (2019) por Europa y Spider-Man: No Way Home (2021) en el regreso de los villanos.
Revolori nació y se crio en Anaheim, California. Es de ascendencia guatemalteca. Su padre, Mario Quiñonez, fue actor de joven.

## Carrera
Revolori comenzó su carrera como actor infantil, consiguiendo su primer papel a los dos años, en un comercial de comida para bebés. Su primer papel importante fue como el joven Zero Moustafa en la comedia de Wes Anderson The Grand Budapest Hotel. En 2014, fue nombrado uno de los mejores actores menores de veinte años por IndieWire.
Revolori interpretó a Flash Thompson en la película de superhéroes Spider-Man: Homecoming de Marvel Cinematic Universe de 2017 y su secuela de 2019. Debido a su casting, y al hecho de que el personaje fue re-imaginado como no un matón atleta estereotipado, Revolori recibió correos de odio y amenazas de muerte de ciertos fanáticos de los cómics. Revolori regresó en la tercera película que se estrenó en 2021, Spider-Man: No Way Home. Tuvo un papel principal en la comedia de Hannah Fidell The Long Dumb Road, junto a Jason Mantzoukas.

## Filmografía

### Cine
| Año  | Título                    | Papel                       | Notas              |
| ---- | ------------------------- | --------------------------- | ------------------ |
| 2009 | El juego perfecto         | Fidel Ruiz                  |                    |
| 2014 | El Gran Hotel Budapest    | Joven Zero Moustafa         |                    |
| 2015 | Dope                      | James "Jib" Caldones        |                    |
| 2016 | La quinta ola             | Dumbo                       |                    |
| 2017 | Spider-Man: Homecoming    | Flash Thompson              |                    |
| 2017 | Toma la 10                | Chester                     | Producción Netflix |
| 2018 | The Long Dumb Road        | Nathan                      |                    |
| 2019 | Spider-Man: Lejos de casa | Flash Thompson              |                    |
| 2019 | The Sound of Silence      | Samuel Diaz                 |                    |
| 2021 | Spider-Man: No Way Home   | Flash Thompson              |                    |
| 2021 | The French Dispatch       | El joven Moisés Rosenthaler |                    |
| 2023 | Scream 6                  | Jason Carvey                |                    |
| 2023 | Asteroid City             | Aide-de-Camp                |                    |
| 2023 | The Boy and the Heron     | Parakeet (Voz)              |                    |
| 2025 | The Rivals of Amziah King |                             |                    |
| 2025 | Roofman                   |                             |                    |

### Televisión
| Año         | Título                             | Papel                           | Notas                                             |
| ----------- | ---------------------------------- | ------------------------------- | ------------------------------------------------- |
| 2006        | The Unit                           | Boy                             | «True Believers» (temporada 1, episodio 4)        |
| 2007        | Entourage                          | Son                             | «Welcome to the Jungle» (temporada 4, episodio 1) |
| 2009        | My Name Is Earl                    | Hunhau                          | «My Name is Alias» (temporada 4, episodio 19)     |
| 2010        | Sons of Tucson                     | Paco                            | «Family Album» (temporada 1, episodio 4)          |
| 2013        | Shameless                          | Sanchez                         | «The American Dream» (temporada 3, episodio 2)    |
| 2017–18     | OK K.O.! Let's Be Heroes           | Chameleon Jr., Dolph Finn (voz) | 2 episodios                                       |
| 2019 - 2023 | Servant                            | Tobe                            | Personaje recurrente                              |
| 2020        | El mundo de Craig                  | Nate Moger III (voz)            | Episodio: "Pencil Break Mania"                    |
| 2020        | Royalties                          | Theo                            | 9 episodios                                       |
| 2022 - 2023 | Willow                             | Graydon Hastur                  | Protagonista (8 episodios)                        |
| 2022 - 2024 | Monster High                       | Deuce Gorgon (voz)              | Personaje principal                               |
| 2024        | Lego Star Wars: Rebuild the Galaxy | Dev Greebling (voz)             |                                                   |